# Uruçuca
Uruçuca este un oraș în statul Bahia (BA) din Brazilia.
Coordonatele sale geografice sunt: 14°35′34″S, 39°17′02″V, altitudinea 102 m, suprafața de 338,9 km². În anul 2004, avea o populație estimată la 14.967 locuitori, iar în prezent la 21.991 locuitori. Densitatea populației este de 64,89 locuitori/km².
Actualul oraș Uruçuca își are originea în așezarea înființată în 1906 de Manoel Alves Souza, Miguel Gomes Baracho, João Macaúbas, Jorge Caetano dos Santos și Antônio Ferreira da Silva. Inițial se numea Água Preta (Apa Neagră), datorită culorii închise a apelor râului care scaldă localitatea.
Pe 1 ianuarie 1914, la Água Preta a fost inaugurată o gară feroviară, iar un an după aceea, s-a deschis și o agenție poștală, iar Frei Lucas a început construcția bisericii Igreja Matriz.
Făcând parte din districtul Castelo Novo, ce ține de districtul municipal Ilhéus, pe data de 10 august 1922, localitatea Água Preta a fost înălțată la rangul de reședință a districtului cu același nume.
În 1927 a fost pusă în funcțiune stația de telegraf și a apărut prima publicație săptămânală, “O Ipiúna”, al cărei redactor șef a fost Monteiro Lopes.
Pe 12 august 1929, prin Legea Statală nr. 2.212, districtul Água Preta a fost ridicat la rangul de oraș, și a fost înființat districul municipal.
Pe 10 noiembrie 1930, municipiul Água Preta a fost desființat, iar teritoriul său a fost reanexat municipiului Ilhéus, fapt ce a consternat populația sa.
În sfârșit, pe 31 decembrie 1943, localitatea Água Preta și-a schimbat numele în Uruçuca, iar prin Legea Statală nr. 516, din 12 decembrie 1952 a fost retransformată în municipiu.
Din vechea așezare, înființată în 1906, cu denumirea Água-preta do Mucambo, s-a dezvoltat actualul municipiu Uruçuca, ale cărui plaje, cascade și ferme reprezintă o puternică atracție pentru cei ce practică ecoturismul.
Denumirea de Uruçuca vine de la "urucu" (gras, gros, albină mare) și "côa" (tufiș, tufișul albinei mari).
În cadrul municipiului se găsește Zona de protecție ecologică Itacaré/Serra Grande și Parcul Statal Serra do Conduru, considerat al treilea din lume ca biodiversitate.